# رزمایش محرم
رزمایش محرم با عنوان کامل رزمایش مشترک محرم آجا یک رزمایش نظامی بود که در روزهای ۲۷ و ۲۸ مهر ۱۳۹۴ توسط ارتش جمهوری اسلامی ایران در منطقهٔ عملیاتی غرب و شمال غرب ایران برگزار شد. در این رزمایش، از رادار فتح ۱۴ رونمایی شد.

## شرح رزمایش
رزمایش محرم با هدف ارزیابی یافته‌های عملیاتی و اطلاعاتی ارتش ایران برگزار شد. در این رزمایش، یگان‌های واکنش سریع نیروی زمینی، یگانهای راداری و موشکی قرارگاه پدافند هوایی خاتم‌الانبیا و پایگاه‌های شکاری نیروی هوایی ارتش حضور داشتند. آماده‌سازی رزمایش در روزهای ۲۵ و ۲۶ مهر و مرحلهٔ نهایی آن در ۲۷ و ۲۸ مهر انجام شد.

### آماده‌سازی مقدمات (۲۵ و ۲۶ مهر)
آماده‌سازی نیروها و تجهیزات توسط یگان‌های ارتش از شنبه ۲۵ مهر آغاز شد. در این مرحله، پروازهای شناسایی توسط نیروی هوایی انجام شد. هم‌چنین تک‌تیرانداز باهر آزمایش میدانی شد و اسلحهٔ نارنجک‌انداز کاوه عملیاتی شد.

### روز نخست (۲۷ مهر)
مرحلهٔ نهایی رزمایش در تاریخ ۲۷ مهر در استان کرمانشاه با رمز «لبیک یا حسین» آغاز شد و عملیات‌هایی توسط نیروی زمینی اجرا شد. در بخش شبانه نیز عملیات رهگیری و سوخت‌گیری شبانه انجام شد. در این روز، شماری از تجهیزات ارتش ایران رونمایی یا آزمایش شدند.
- رونمایی از سامانهٔ راداری فتح ۱۴ با برد ۶۰۰ کیلومتر.[۲]
- عملیاتی شدن سامانهٔ واکنش سریع فکور[۸]
- شلیک موشک ضد زره دهلاویه[۹]

### روز دوم (۲۸ مهر)
روز پایانی رزمایش در استان‌های شمال غرب ایران برگزار شد. در این روز، انهدام پهپاد فرضی توسط جنگندهٔ اف۴ و شلیک موشک زمین به هوای شلمچه و موشک بهینه شدهٔ تاو انجام شد.